# El cuarteto Basileus
El cuarteto Basileus ( Il quartetto Basileus ) es una película dramática franco- italiana- suiza de 1982 dirigida y guionada por Fabio Carpi . Emitida en Francia inicialmente en dos partes en la Navidad de 1982 por Antenne 2, se estrenó en las salas francesas en junio de 1984.

## Trama
El Cuarteto Basileus, un célebre conjunto de música clásica por más de 30 años, se ve reducido a un trío de músicos angustiados tras la muerte de uno de ellos, Oscar ; sin embargo, el encuentro con Edoardo, un violinista joven, guapo y talentoso, dará nueva vida al renovado cuarteto que se forma gracias a él.

## Ficha técnica
- Título original : Il quartetto Basileus o Quartetto Basileus [3]
- Título en castellano : El Cuarteto Basileus [2]
- Realización : Fabio Carpi
- asistente de producción : Josette Barnetche [3]
- Escenografía : Fabio Carpi
- Fotografía : Dante Spinotti
- Montaje : Massimo Latini
- Decoraciones : Franco Vanorio
- Maquillaje : Pietro Tenoglio
- Guion : Patrizia Zulini
- Vestuarista : Corrado Colabucci
- Música : Ludwig Van Beethoven, Vincenzo Bellini, Niccolo Paganini, Franz Schubert, Maurice Ravel, Claude Debussy, Richard Wagner, Joubert de Carvalho y Bedřich Smetana [4]
- productores : Arturo La Pegna, Elisabetta Fogazarro
- empresa productora : Produzioni Cinematografiche C. MI. PAG. , Rai 2, A2 Films, Sociedad Suiza de Radiodifusión (SSR)
- Formato : Color - 1.66:1 - Sonido mono - 35 mm
- País de producción : Italia -  Francia - Suiza
- Idioma de rodaje : italiano
- Género : Drama
- Duración : 128 minutes (2h08)
- Fechas de lanzamiento :
  - Francia :25 de diciembre de 1982 (42 años)
  - Italia :30 de enero de 1983 (42 años)

## Protagonistas
- Héctor Alterio : Álvaro
- Omero Antonutti :Diego
- Pierre Malet : Edoardo Morelli conocido como Édo
- François Simon : Óscar Guarneri
- Michel Vitold : Guglielmo
- Alain Cuny : M. Finkal
- Rada Rassimov : esposa de Finkal
- Catherine Jarrett : Catalina
- Gabriele Ferzetti : Mario Cantone
- Véronique Genest :Sofía
- Lisa Kreuzer : Lotte
- Mimsy Farmer : Srta. Permamint

## Distinción
- Mención especial en la edición de 1982 del Festival Internacional de Cine de Locarno .